# Communauté de communes de Bais
La communauté de communes de Bais est une ancienne communauté de communes française, située dans le département de la Mayenne et dans la région Pays de la Loire. Son existence a duré de 2001 à 2012.

## Histoire
Le groupement est créé le 13 novembre 1991. Le district est transformé en communauté de communes le 21 décembre 2001.
Dans le cadre du schéma départemental de coopération intercommunale, et après avis des entités et des communes concernées, l'arrêté préfectoral no 2012211-0005 du 31 août 2012 a prononcé la fusion de la communauté de communes de Bais avec la communauté de communes d'Erve et Charnie, la communauté de communes du Pays d'Évron, la communauté de communes du Pays de Montsûrs,  et avec le SVET (Syndicat à vocation économique et touristique des Coëvrons), pour former la communauté de communes des Coëvrons au 31 décembre 2012.

## Composition
La communauté regroupait neuf communes (huit du canton de Bais et une du canton d'Évron) :
1. Bais
2. Champgenéteux
3. Hambers
4. Izé
5. Saint-Martin-de-Connée
6. Saint-Pierre-sur-Orthe
7. Saint-Thomas-de-Courceriers
8. Trans
9. Vimarcé

## Administration
| Période       | Période       | Identité         | Étiquette | Qualité         |
| ------------- | ------------- | ---------------- | --------- | --------------- |
| décembre 2001 | avril 2008    | Daniel Desmots   |           | Maire de Bais   |
| avril 2008    | décembre 2012 | Bertrand Chesnay |           | Maire d'Hambers |